# Oulèye Diallo
Pour les articles homonymes, voir Diallo.
Ouleye Diallo, née le 2 août 1991 à Dakar, est une nageuse sénégalaise.

## Biographie
Ouleye Diallo évolue au club de la BCEAO depuis l'âge de 8 ans. Elle intègre l'équipe nationale sénégalaise en 2003. Elle est médaillée de bronze du relais 4 × 100 mètres quatre nages aux Championnats d'Afrique de natation 2008 à Johannesbourg. Elle remporte la traversée Dakar-Gorée la même année.